# Campionati europei di skeleton 2023
I Campionati europei di skeleton 2023 sono stati la ventinovesima edizione della rassegna continentale europea dello skeleton, manifestazione organizzata annualmente dalla Federazione Internazionale di Bob e Skeleton; si sono tenuti il 20 gennaio 2023 ad Altenberg, in Germania, sulla pista SachsenEnergie-Eiskanal, il tracciato sul quale si svolsero le rassegne continentali del 2004, del 2005,  e del 2012. La località elvetica ha quindi ospitato le competizioni europee per la quarta volta.
Anche questa edizione si è svolta con la modalità della "gara nella gara" contestualmente alla sesta tappa della Coppa del Mondo 2022/2023 e ai campionati europei di bob 2023. 
Prima nazione nel medagliere è stata la Germania, vincitrice del singolo femminile con Tina Hermann, di un argento e due bronzi. Il titolo del singolo maschile è andato invece al britannico Matt Weston. Per entrambi si è trattato del primo oro continentale.

## Risultati

### Singolo donne
La gara è stata disputata il 20 gennaio 2023 nell'arco di due manche e hanno preso parte alla competizione 13 atlete (di cui una non si è presentata alla partenza) in rappresentanza di 9 differenti nazioni. Campionessa uscente era la neerlandese Kimberley Bos, che ha tagliato il traguardo in quarta posizione. Il titolo è andato alla tedesca Tina Hermann, che ha conquistato il suo primo oro europeo, davanti all'austriaca Janine Flock, già detentrice dei titoli del 2014, del 2016 e del 2019 e alla sua undicesima medaglia continentale in assoluto (la quarta d'argento), mentre il bronzo è andato all'altra tedesca Susanne Kreher, primo podio continentale per lei.
| Pos. | Atleta               | Nazione       | 1ª manche | 2ª manche | Totale  | Distacco |
| ---- | -------------------- | ------------- | --------- | --------- | ------- | -------- |
|      | Tina Hermann         | Germania      | 58"34     | 58"18     | 1'56"52 | –        |
|      | Janine Flock         | Austria       | 58"51     | 58"63     | 1'57"14 | +0"62    |
|      | Susanne Kreher       | Germania      | 58"57     | 58"58     | 1'57"15 | +0"63    |
| 4    | Kimberley Bos        | Paesi Bassi   | 59"02     | 58"79     | 1'57"81 | +1"29    |
| 5    | Brogan Crowley       | Gran Bretagna | 59"21     | 58"89     | 1'58"10 | +1"58    |
| 6    | Anna Fernstaedt      | Rep. Ceca     | 59"21     | 58"93     | 1'58"14 | +1"62    |
| 7    | Hannah Neise         | Germania      | 59"16     | 59"05     | 1'58"21 | +1"69    |
| 8    | Alessandra Fumagalli | Italia        | 59"06     | 59"36     | 1'58"42 | +1"90    |
| 9    | Valentina Margaglio  | Italia        | 59"46     | 59"03     | 1'58"49 | +1"97    |
| 10   | Agathe Bessard       | Francia       | 59"68     | 59"36     | 1'59"04 | +2"52    |

Nota: in grassetto il miglior tempo di manche.

### Singolo uomini
La gara è stata disputata il 20 gennaio 2023 nell'arco di due manche e hanno preso parte alla competizione 15 atleti in rappresentanza di 9 differenti nazioni. Campione uscente era il lettone Martins Dukurs, vincitore di 12 titoli europei, il quale però si è ritirato dall'attività al termine della stagione 2021/2022; il titolo è stato pertanto vinto per la prima volta dal britannico Matt Weston; dietro di lui si sono piazzati i tedeschi Christopher Grotheer, vincitore dell'argento e alla sua seconda medaglia continentale dopo il bronzo ottenuto del 2022, e Axel Jungk, terzo e vincitore della sua terza medaglia europea, dopo l'argento del 2019 e il bronzo del 2018.
| Pos. | Atleta               | Nazione       | 1ª manche | 2ª manche | Totale  | Distacco |
| ---- | -------------------- | ------------- | --------- | --------- | ------- | -------- |
|      | Matt Weston          | Gran Bretagna | 57"15     | 57"01     | 1'54"16 | –        |
|      | Christopher Grotheer | Germania      | 57"52     | 56"99     | 1'54"51 | +0"35    |
|      | Axel Jungk           | Germania      | 57"67     | 56"87     | 1'54"54 | +0"38    |
| 4    | Marcus Wyatt         | Gran Bretagna | 57"90     | 57"11     | 1'55"01 | +0"85    |
| 5    | Craig Thompson       | Gran Bretagna | 58"02     | 57"59     | 1'55"61 | +1"45    |
| 6    | Alexander Schlintner | Austria       | 58"09     | 57"70     | 1'55"79 | +1"63    |
| 6    | Mattia Gaspari       | Italia        | 57"95     | 57"84     | 1'55"79 | +1"63    |
| 8    | Felix Keisinger      | Germania      | 58"10     | 57"78     | 1'55"88 | +1"72    |
| 9    | Florian Auer         | Austria       | 58"28     | 57"90     | 1'56"18 | +2"02    |
| 10   | Vladislav Heraskevyč | Ucraina       | 58"57     | 57"89     | 1'56"46 | +2"30    |

Nota: in grassetto il miglior tempo di manche.

## Medagliere
| Pos.   | Nazione       | Oro | Argento | Bronzo | Totale |
| ------ | ------------- | --- | ------- | ------ | ------ |
| 1      | Germania      | 1   | 1       | 2      | 4      |
| 2      | Gran Bretagna | 1   | 0       | 0      | 1      |
| 3      | Austria       | 0   | 1       | 0      | 1      |
| Totale | Totale        | 2   | 2       | 2      | 6      |